# Federația de Fotbal din Puerto Rico
Federația de Fotbal din Puerto Rico este forul ce guvernează fotbalul în Puerto Rico. A fost fondată în 1940 și a fost afiliată la FIFA în 1960.